# Exorista argenteostriata
Exorista argenteostriata är en tvåvingeart som först beskrevs av Baranov 1938.  Exorista argenteostriata ingår i släktet Exorista och familjen parasitflugor. Inga underarter finns listade i Catalogue of Life.